# 馆村站
馆村站（：／ Gwanchon yeok */?）是位于韩国全罗北道任实郡館村面的一个车站，属于全罗线。

## 历史
- 1931年10月1日 - 落成使用。

## 相鄰車站
韓國鐵道公社
全羅線
竹林溫泉－館村－任實